# 가미카와 아야

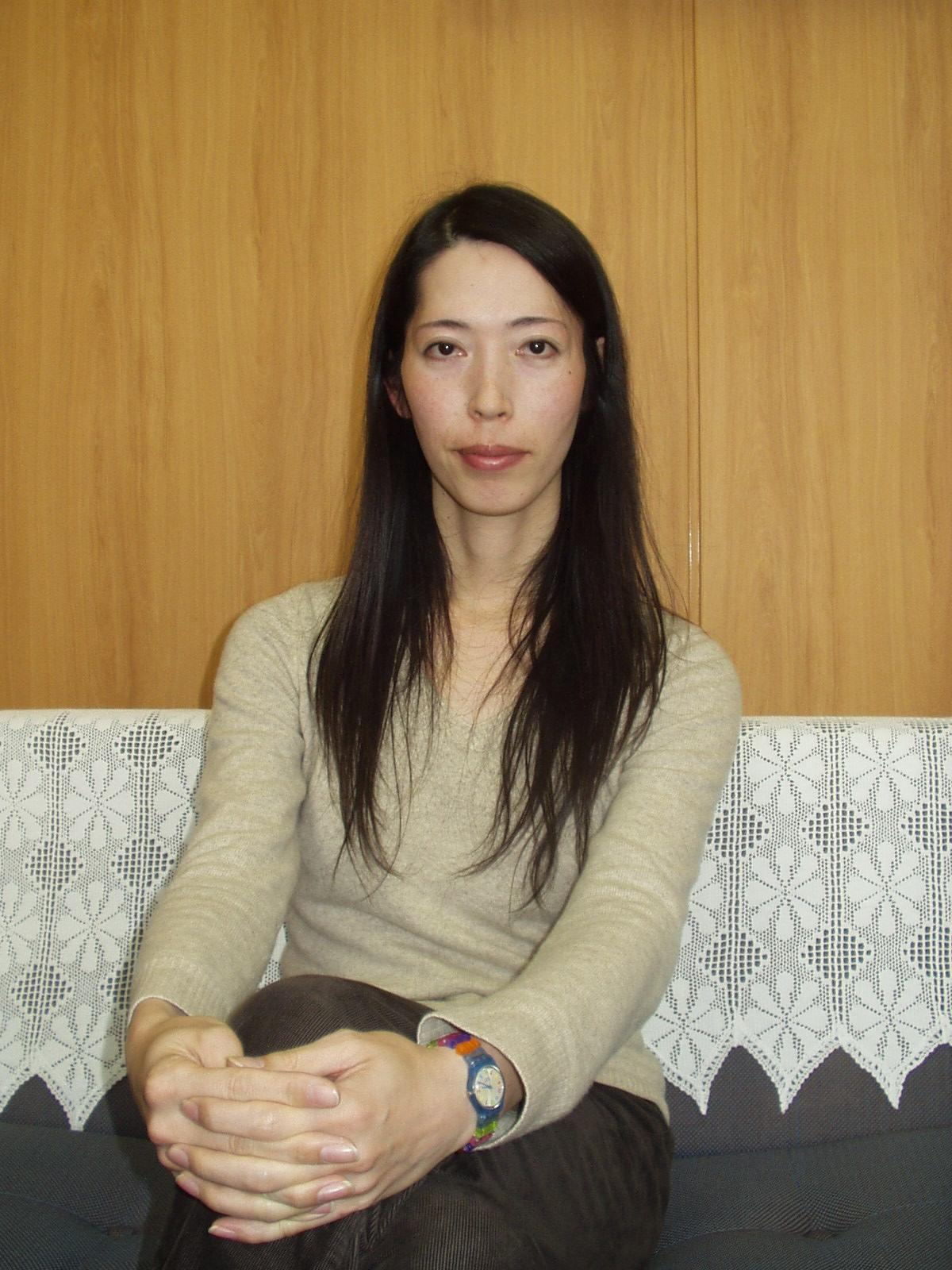
2007년

가미카와 아야(上川 あや, 1968년 1월 25일 ~ )는 일본 최초의 트랜스여성 지방의원이다.

## 같이 보기
- 후치가미 아야코